# Birmingham Fire
Birmingham Fire byl tým amerického fotbalu, který vznikl v 1991 v městě Birmingham, ve státě Alabama. Tým v letech 1991-92 působil ve Světové lize amerického fotbalu v severoamerické divizi. Domácí zápasy hrál na stadionu Legion Field. Tým se v roce 1991 dostal do semifinále, kde byl však poražen španělským týmem Barcelona Dragons 10:3. Poslední sezónu tým Fire odehrál v roce 1992, kde dosáhl kladné bilance 7 výher, 2 prohry a 1 remíza. Tým byl však opět poražen v semifinále, tentokrát týmem Orlando Thunder 45:7. Po sezóně 1992 byl tým zrušen a liga zastavena.

## Sezóny a bilance
| Sezóna | Liga | Výhry | Prohry | Remízy |
| ------ | ---- | ----- | ------ | ------ |
| 1991   | WLAF | 5     | 5      | 0      |
| 1992   | WLAF | 7     | 2      | 1      |